# Triaenodes dolabratus
Triaenodes dolabratus är en nattsländeart som beskrevs av Gibbs 1973. Triaenodes dolabratus ingår i släktet Triaenodes och familjen långhornssländor. Inga underarter finns listade i Catalogue of Life.